# Краснодонвугілля
ДКХ «Краснодонвугілля» — вугільновидобувне підприємство, що входить до складу гірничо-металургійного бізнесу «Метінвест», що належить компанії «System Capital Management» (СКМ) Рината Ахметова(1). Включає 10 шахт, які видобувають енергетичне і коксівне вугілля.
Загальний фактичний видобуток становить 5 740 528 т (2003). Відпрацьовує 32 вугільних пологих пласти. Потужність пластів 0,5—1,2 м. Глибина розробки 300—915 м.

## Підприємства
- ДВАТ «Шахта «Молодогвардійська»
- ДВАТ «Шахта «Північна»
- ДВАТ «Шахта «Горіхівська»
- ДВАТ «Шахта «Талівська»
- ДВАТ «Суходільська № 1»
- ДВАТ «Шахта «Дуванна»
- ДВАТ «Шахта ім. Н.П.Баракова»
- ДВАТ «Шахта ім. 50-річчя СРСР»
- ДВАТ «Шахта «Суходільська-Східна»
- ДП «Шахта «Самсонівська-Західна»

### Генеральні директори (начальники комбінату) «Краснодонвугілля»
- 1984–1993 — Остапенко Олександр Федорович